# SeerSuite
SeerSuite refere-se a uma coleção de ferramentas (framework) de código aberto que fornecem aplicativos de software de base para a criação de mecanismos de pesquisa acadêmica e bibliotecas digitais, tais como CiteSeerX, ChemXSeer e ArchSeer. As coleções de ferramentas estão disponíveis no SourceForge sob a licença Apache Software Foundation.
Cada uma das ferramentas em  SeerSuite é um serviço autônomo que pode ser usado para executar uma determinada tarefa ou pode estar vinculado a outras aplicações, a fim de criar um grande e complexo sistema, tal como o CiteSeerX. Muitas das ferramentas dentro da suite são o resultado de iniciativas de investigação realizado na Universidade Estadual da Pensilvânia. Algumas das ferramentas podem ter dependências externas, que são livremente distribuídas ou podem ser obtidas gratuitamente a partir de fontes públicas.
A ferramenta é capaz de extrair dados de arquivos em pdf e postscript e criar um índice de textos completos para pesquisa.
Além disso o SeerSuite tenta oferecer recursos como algoritmos, dados, metadados, serviços, técnicas e software que podem ser usados para promover e criar outras bibliotecas digitais.

## Ferramentas SeerSuite
- Header Parser
- Parser para citações (ParsCit)
- Filtro de documentação
- ID Server
- Aplicações web CiteSeerx.
- Scripts de instalação e criação de bancos de dados.
- Configuração de arquivos.
- YouSeer: complete and powerful open source search engine available on SourceForge that integrates the open source crawler Heritrix with the open source indexer Solr. The ingesting software is very flexible and allows for user-specific data extraction implementations.  Furthermore, YouSeer provides a simple interface to query the index and another interface to retrieve cached versions of the documents.